# Jorge Moraes
Jorge Marco de Oliveira Moraes (Rio de Janeiro, 28 maart 1996) - alias Jorge - is een Braziliaans voetballer die doorgaans als linksback speelt. Hij tekende in januari 2017 bij AS Monaco, dat hem overnam van Flamengo. Jorge debuteerde in 2017 in het Braziliaans voetbalelftal.

## Clubcarrière
Jorge speelde zeven jaar in de jeugdopleiding van Flamengo. Hij debuteerde op 2 juli 2015 in de Braziliaanse Série A,
tegen Joinville EC. Zijn eerste competitietreffer volgde op 29 mei 2016, uit tegen Ponte Preta. Jorge tekende in januari 2017 een contract tot medio 2021 bij AS Monaco, dat 8,5 miljoen euro voor hem betaalde aan Flamengo.

## Clubstatistieken
| Seizoen     | Club        | Competitie  | Competitie | Competitie | Beker | Beker | Internationaal | Internationaal | Totaal | Totaal |
| Seizoen     | Club        | Competitie  | Wed.       | Dlp.       | Wed.  | Dlp.  | Wed.           | Dlp.           | Wed.   | Dlp.   |
| ----------- | ----------- | ----------- | ---------- | ---------- | ----- | ----- | -------------- | -------------- | ------ | ------ |
| 2015        | Flamengo    | Série A     | 22         | 0          | 3     | 1     | 0              | 0              | 25     | 1      |
| 2016        | Flamengo    | Série A     | 32         | 2          | 4     | 0     | 2              | 0              | 38     | 2      |
| Club totaal | Club totaal | Club totaal | 54         | 2          | 7     | 1     | 2              | 0              | 63     | 3      |
| 2016/17     | AS Monaco   | Ligue 1     | 2          | 1          | 3     | 0     | 0              | 0              | 5      | 1      |
| 2017/18     | AS Monaco   | Ligue 1     | 22         | 1          | 1     | 0     | 4              | 0              | 27     | 1      |
| Club totaal | Club totaal | Club totaal | 24         | 2          | 4     | 0     | 4              | 0              | 32     | 2      |

Bijgewerkt t/m 19 mei 2018

## Interlandcarrière
Jorge debuteerde op 25 januari 2017 in het Braziliaans voetbalelftal, in een oefeninterland tegen Colombia.